# روبرتو كلاوديو
روبرتو كلاوديو رودريغز بيزيرا سياسي برازيلي، العمدة السابق لمدينة فورتاليزا خامس أكبر مدينة في البرازيل من 2013 إلى 2020.
روبرتو كلوديو كما هو معروف في السياسة هو طبيب، تخرج من الجامعة الفيدرالية في سيارا في فورتاليزا، وحاصل على درجة الدكتوراه في الصحة العامة من جامعة أريزونا في الولايات المتحدة.
انتخب عمدة مدينة فورتاليزا في الجولة الثانية من الانتخابات البلدية التي أجريت في 28 أكتوبر 2012.